# 肇慶市
肇慶市（ちょうけい-し）は中華人民共和国の広東省に位置する地級市。

## 歴史

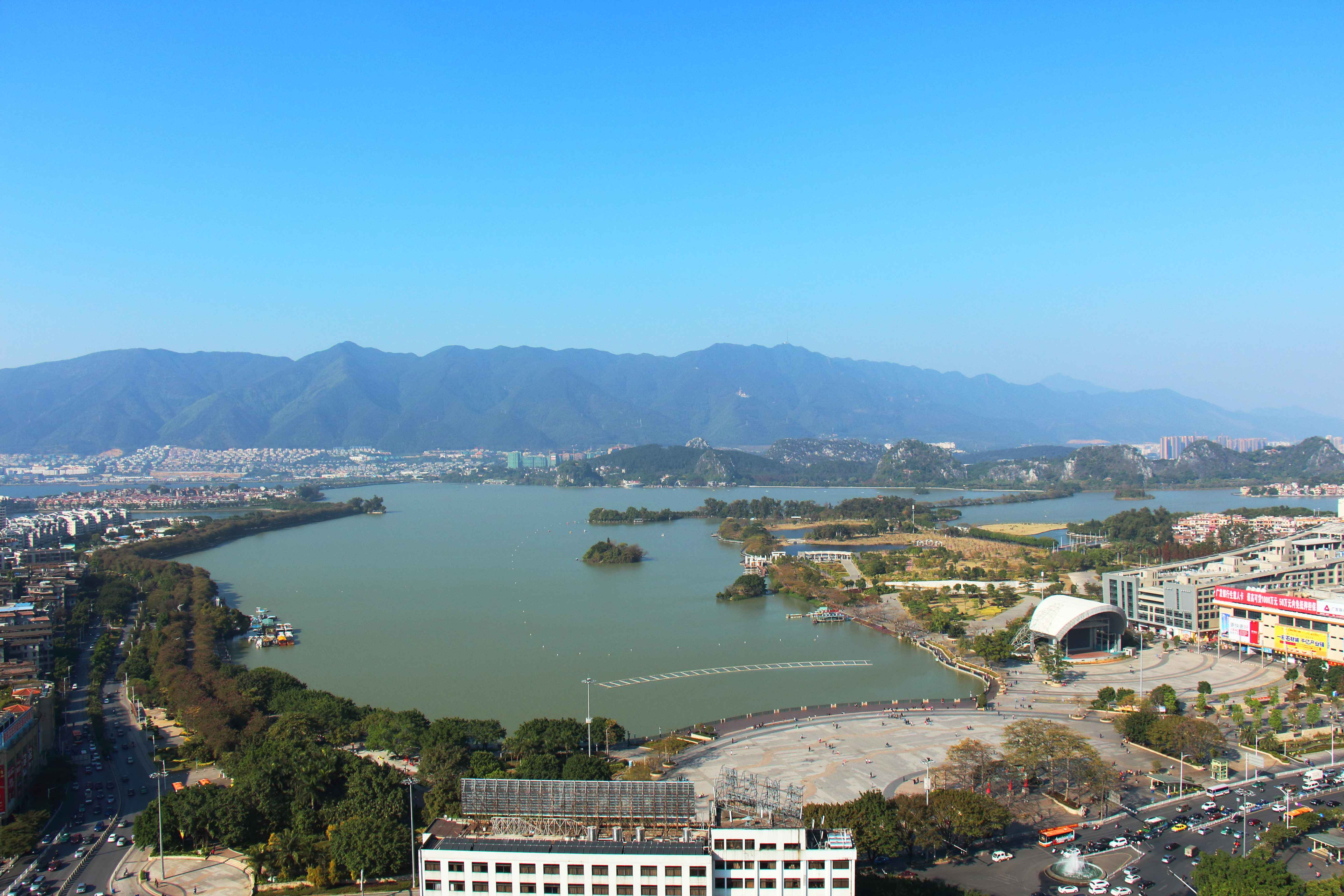
牌坊広場

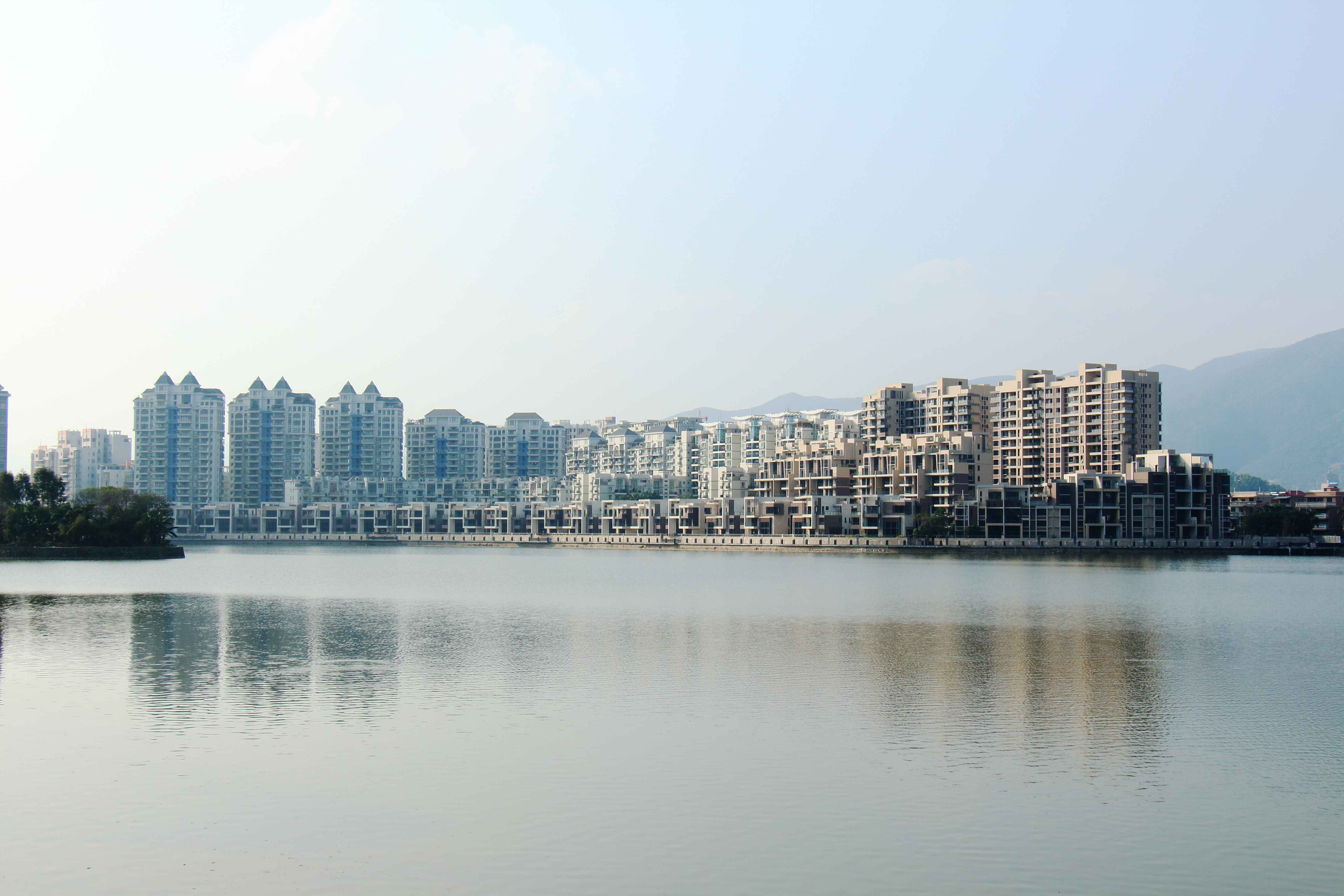
新世界花園団地

秦以前の肇慶は百越の居住地であり、秦代の紀元前214年に始皇帝の百越討伐後は肇慶は新設された南海郡四会県の管轄とされた。その後南越国が成立すると、趙佗により蒼梧国が設置され、南越国の属国とされた。
前漢が南越国を滅亡させると、現在の肇慶市中心部及び高要市地区に高要県を設置、蒼梧郡の管轄とされた。589年（開皇9年）、隋朝は端州を設置、高要県、端渓県などの9県を管轄した。607年（大業3年）、州制の廃止に伴い信安郡と改称されたが、唐初武徳年間には再び端州に戻されている。742年（天宝元年）、現に一旦高要郡とされたが758年（乾元元年）に再び端州とされた。1101年（元符3年）、宋朝は端州に興慶節度使を設置、1113年（政和3年）には端州は興慶府に改編、更に1118年（重和元年）には肇慶府と改称されている。
1564年（嘉靖43年）、明朝は両広総督府を広西省梧州より移転、1746年（乾隆11年）に清朝により広州に移転するまでの182年間、嶺南の政治的中心として発展した。
明末の1646年（隆武2年）、朱由榔が肇慶府署を行宮として南明皇帝として即位し、反清運動の拠点とされたことがある。清代では省と府の中間行政組織として道制が施行され、肇慶地区には分巡肇羅道、分巡肇陽羅道、分巡広肇羅道などが設置されたが、道台は肇慶とされた。
1911年（宣統3年）、辛亥革命が発生すると、肇羅郡政分府、肇陽羅鎮守使署、西北郡綏靖委員行署などが肇慶に設置された。1936年（民国25年）、広東省第二行政督察専員公署が設置され12県を管轄した。
中華人民共和国が成立すると肇慶市人民政府及び肇慶地区行政公署の駐在地とされた。1988年3月、肇慶市が省管市に昇格すると、端州、鼎湖の2区、高要、広寧、四会、新興、羅定、雲浮、徳慶、鬱南、封開、懐集の10県を管轄した。1995年、雲浮、羅定、鬱南、新興の4県は肇慶市より分割され、雲浮市が新設された。

## 地理
広東省の中西部に位置し、清遠市、仏山市、雲浮市、広西チワン族自治区に接する。

## 行政区画
3市轄区・1県級市・4県を管轄する。
- 市轄区：
  - 端州区・鼎湖区・高要区
- 県級市：
  - 四会市
- 県：
  - 広寧県・懐集県・封開県・徳慶県

| 肇慶市の地図                                            |
| ------------------------------------------------------- |
| 端州区 鼎湖区 高要区 広寧県 懐集県 封開県 徳慶県 四会市 |

### 年表
この節の出典

#### 西江専区
- 1949年10月1日 - 中華人民共和国広東省西江専区が成立。高要県・四会県・広寧県・新興県・羅定県・雲浮県・鬱南県・徳慶県・封川県・開建県が発足。(10県)
- 1949年11月 - 高要県の一部が分立し、肇慶市が発足。(1市10県)
- 1951年5月14日 - 広西省平楽専区懐集県を編入。(1市11県)
- 1951年10月 (11県)
  - 雲浮県の一部が新興県、粤中専区陽春県に分割編入。
  - 肇慶市が高要県に編入。
- 1952年11月 - 西江専区が行政区に移行し、粤中行政区となる。

#### 高要専区
- 1956年1月4日 - 粤中行政区高要県・新興県・雲浮県・羅定県・鬱南県・開建県・封川県・懐集県・広寧県・四会県・徳慶県を編入。高要専区が成立。(11県)
- 1958年4月8日 - 高要県の一部が分立し、肇慶市が発足。(1市11県)
- 1959年3月22日 (6県)
  - 広寧県・四会県が合併し、広四県が発足。
  - 開建県が懐集県に編入。
  - 徳慶県・封川県が合併し、徳封県が発足。
  - 雲浮県が新興県に編入。
  - 鬱南県が羅定県に編入。
  - 肇慶市が高要県に編入。
- 1959年3月31日 - 高要専区が江門専区に改称。

#### 肇慶地区
- 1961年10月7日 - 江門専区が肇慶専区に改称。(2市15県)
- 1963年6月8日 - 江門市・高鶴県・新会県・台山県・開平県・恩平県が仏山専区に編入。(1市10県)
- 1970年 - 肇慶専区が肇慶地区に改称。(1市10県)
- 1988年1月7日 
  - 肇慶市が地級市の肇慶市に昇格。
  - 高要県・四会県・広寧県・懐集県・封開県・徳慶県・雲浮県・新興県・鬱南県・羅定県が肇慶市に編入。

#### 肇慶市
- 1988年1月7日 - 肇慶地区肇慶市が地級市の肇慶市に昇格。端州区・鼎湖区を設置。(2区10県)
  - 肇慶地区高要県・四会県・広寧県・懐集県・封開県・徳慶県・雲浮県・新興県・鬱南県・羅定県を編入。
- 1992年9月3日 - 雲浮県が市制施行し、雲浮市となる。(2区1市9県)
- 1993年4月8日 - 羅定県が市制施行し、羅定市となる。(2区2市8県)
- 1993年9月28日 - 高要県が市制施行し、高要市となる。(2区3市7県)
- 1993年11月25日 - 四会県が市制施行し、四会市となる。(2区4市6県)
- 1994年4月5日 (2区2市4県)
  - 雲浮市が地級市の雲浮市に昇格。
  - 羅定市・新興県・鬱南県が雲浮市に編入。
- 2015年4月28日 - 高要市が区制施行し、高要区となる。(3区1市4県)

## 交通
鉄道
- 貴広旅客専用線
- 南広線
- 広茂線
- 広肇都市間鉄道

道路
- 広肇高速道路
- 広梧高速道路

## 観光
- 広東国際サーキット
- 星湖風景名勝区（七星岩）
- 梅庵
- 鼎湖山